# Zemětřesení v Turecku 2020
Zemětřesení v Turecku 2020 nastalo 24. ledna 2020 v 18:55 v turecké provincii Elazig, poblíž města Sivrice. Silně zasažena byla i sousední provincie Malatya.
Podle prvních údajů dosáhlo zemětřesení síly 6,8 Mw, istanbulské středisko pro výzkum zemětřesení později uvedlo, že intenzita zemětřesení byla 6,6 Mw.
Po zemětřesení bylo zaznamenáno ještě 948 slabších otřesů, více než dvacet z nich dosáhlo síly 4 Mw. Otřesy byly kromě Turecka zaznamenány i v Sýrii, Gruzii, Arménii, Íránu a Libanonu.
V důsledku zemětřesení zemřelo 41 lidí a 1 607 lidí utrpělo poranění. Jedenáct dní po zemětřesení zůstávalo 5 vážně zraněných na jednotce intenzivní péče. Úplně zničeno bylo 87 budov, poškozeno jich bylo celkem 2945. Do pátrací a záchranné akce se zapojilo skoro 4 000 lidí a 22 psů.
Nejméně 45 lidí vyprostili z trosek záchranáři.
Už 22. ledna 2020 zasáhlo západní část Turecka středně silné zemětřesení, které vzniklo v hloubce asi 6,8 km. Událost se obešla bez zraněných a větších materiálních škod.

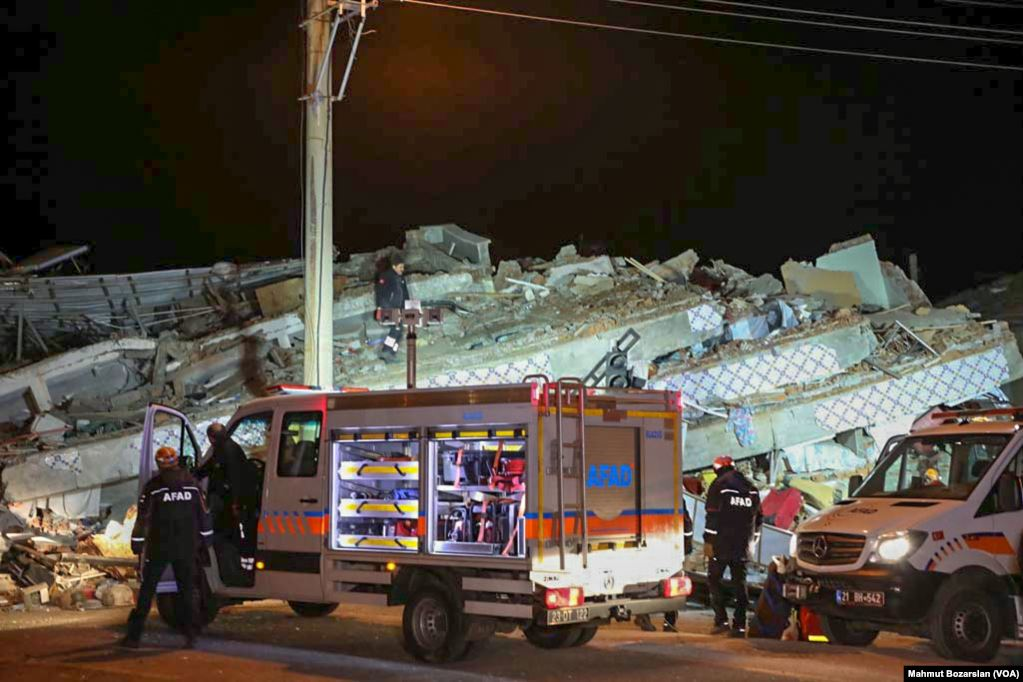
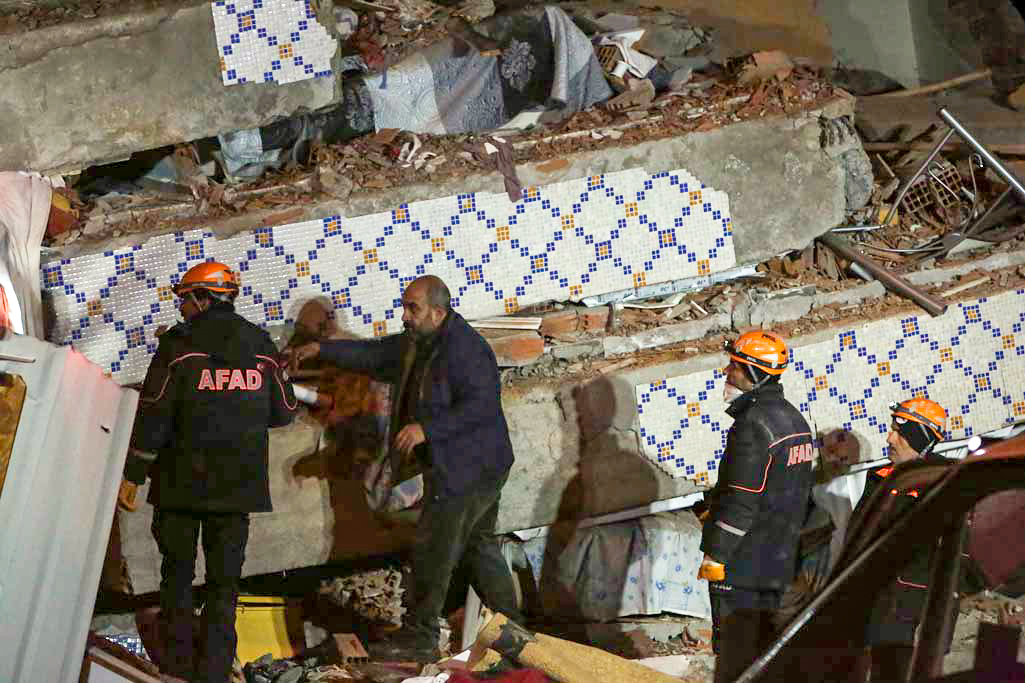
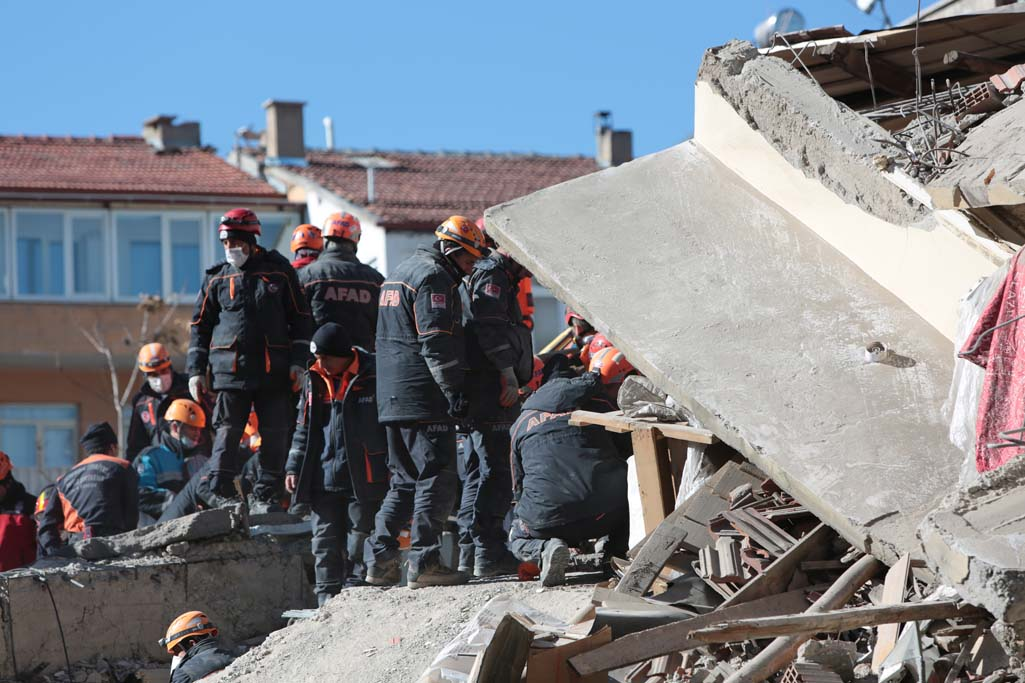
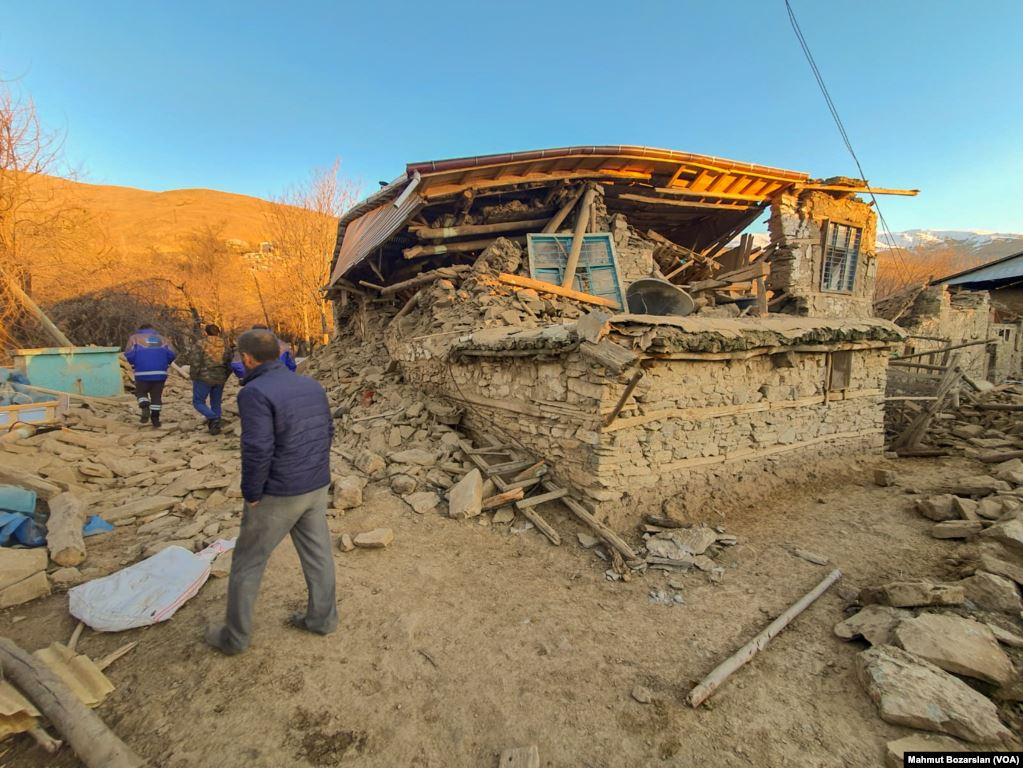